# 使用取得
使用取得（しようしゅとく、英: Usucaption）とは、ローマ法（古典期ローマ法）において取引の安全を保護するため正当な原因に基づいて法定の期間占有することで市民法上の所有権の取得を認めた制度。

## 歴史
使用取得制度の主要な目的の一つは、物の譲渡の方式の瑕疵を治癒することにあった。当時、手中物（res mancipi）の市民法上の所有権の移転には握取行為（mancipatio）または法廷譲渡（in iure cessio）が必要とされていたため、使用取得制度は単に引渡しのみで目的物を取得した者に市民法上の所有権を取得させる制度（法務官法上の所有権から格上げする制度）であった。
もう一つの目的は、物の権原の瑕疵を治癒するためで、当時、ローマには善意取得の制度がなかったため、使用取得制度は物の譲渡人が無権利者で目的物を取得した者に存在しなかった市民法上の所有権を取得させる制度でもあった。
公物（公道、広場、河川、湖、水道など）、神法物（神殿、像、祭壇、祭祀具などの神聖物及び都市の城壁や城門、私人の土地の境界などの聖護物）、盗物などは使用取得の対象外とされた。